# یواس‌اس ئی-۱ (اس‌اس-۲۴)
یواس‌اس ئی-۱ (اس‌اس-۲۴) (به انگلیسی: USS E-1 (SS-24)) یک زیردریایی بود که طول آن ۱۳۵ فوت ۳ اینچ (۴۱٫۲۲ متر) بود. این زیردریایی در سال ۱۹۱۱ ساخته شد.